# Marek Jurek
Marek Jurek (ur. 28 czerwca 1960 w Gorzowie Wielkopolskim) – polski polityk. Marszałek Sejmu V kadencji w latach 2005–2007.
Poseł na Sejm X, I, IV i V kadencji (1989–1993, 2001–2007), poseł do Parlamentu Europejskiego VIII kadencji (2014–2019). Członek Krajowej Rady Radiofonii i Telewizji w latach 1995–2001 oraz jej przewodniczący w 1995. Współzałożyciel Zjednoczenia Chrześcijańsko-Narodowego i Przymierza Prawicy, jeden z liderów Prawa i Sprawiedliwości w pierwszych latach jego istnienia, wiceprezes PiS w latach 2002–2007. Założyciel Prawicy Rzeczypospolitej i jej prezes w latach 2007–2018. Kandydat w wyborach prezydenckich w 2010.

## Życiorys

### Wykształcenie i działalność w okresie PRL
Ukończył I Liceum Ogólnokształcące im. Tadeusza Kościuszki w Gorzowie Wielkopolskim, następnie studia na Wydziale Historycznym Uniwersytetu im. Adama Mickiewicza w Poznaniu. Temat jego pracy magisterskiej brzmiał Nacjonalizm i totalizm. Porównanie programów Stronnictwa Narodowego i Ruchu Narodowo-Radykalnego.
Pod koniec lat 70. zaangażował się w działalność opozycyjną. W latach 80. był współzałożycielem i uczestnikiem opozycyjnego Ruchu Młodej Polski, członkiem władz krajowych Niezależnego Zrzeszenia Studentów, pracował w redakcji podziemnej „Polityki Polskiej” i emigracyjnych „Znaków Czasu”.

### Działalność publiczna w III RP

#### Lata 1989–2005
W 1989 należał do założycieli Zjednoczenia Chrześcijańsko-Narodowego, był wiceprezesem i przewodniczącym rady naczelnej tej partii. W latach 1989–1993 sprawował mandat posła na Sejm X kadencji z listy Komitetu Obywatelskiego i I kadencji z listy Wyborczej Akcji Katolickiej. W Sejmie kontraktowym wspólnie z Janem Łopuszańskim i Stefanem Niesiołowskim współtworzył charakterystyczny wizerunek ZChN. W trakcie I kadencji Sejmu był wiceprzewodniczącym Komisji Spraw Zagranicznych.
Od 10 maja 1995 do 9 maja 2001 zasiadał w Krajowej Radzie Radiofonii i Telewizji z nominacji Lecha Wałęsy, przewodniczył KRRiT od 10 maja do 28 grudnia 1995. W 1999 wraz z Michałem Kamińskim udał się do Wielkiej Brytanii, by prywatnie spotkać się z osadzonym w areszcie domowym generałem Augustem Pinochetem, oskarżonym w Hiszpanii o zbrodnie przeciwko ludzkości, zabójstwa i stosowanie tortur. W wyjeździe brał udział również dziennikarz Tomasz Wołek.
W latach 2001–2002 był członkiem Przymierza Prawicy, pełnił funkcję przewodniczącego rady politycznej tego ugrupowania. W wyborach parlamentarnych w 2001 uzyskał ponownie mandat poselski z ramienia Prawa i Sprawiedliwości w okręgu rzeszowskim. Po zjednoczeniu Przymierza Prawicy z PiS 2 czerwca 2002 został wiceprezesem tej partii do spraw chrześcijańsko-społecznych. 18 stycznia 2003 na zjeździe partii razem z mniejszością działaczy opowiedział się przeciw uchwale wzywającej do głosowania za wstąpieniem do Unii Europejskiej w referendum. W wyborach parlamentarnych w 2005 po raz czwarty uzyskał mandat poselski, tym razem w okręgu piotrkowskim.

### Od 2005

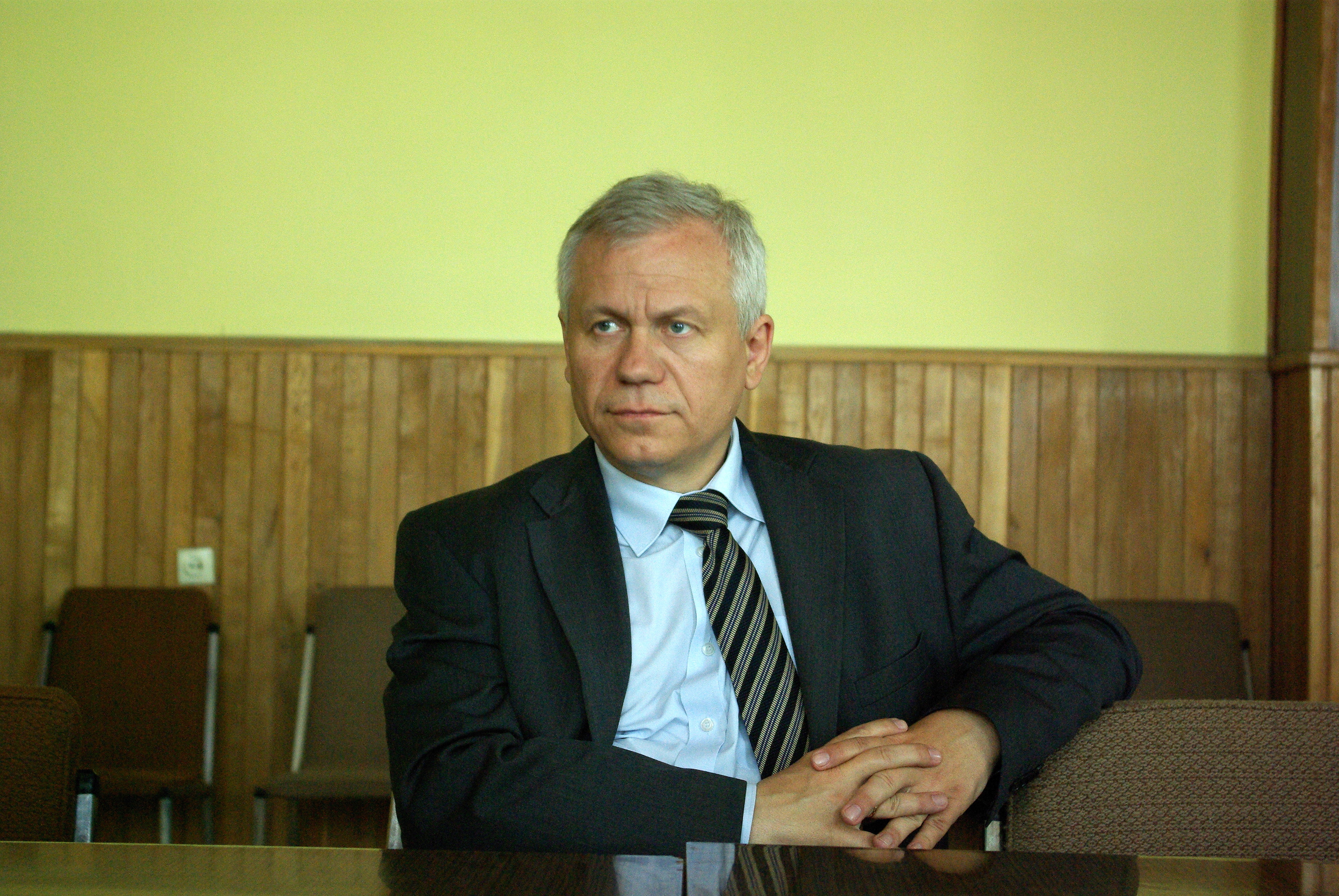
Marek Jurek podczas spotkania z mieszkańcami Zagórza (2008)

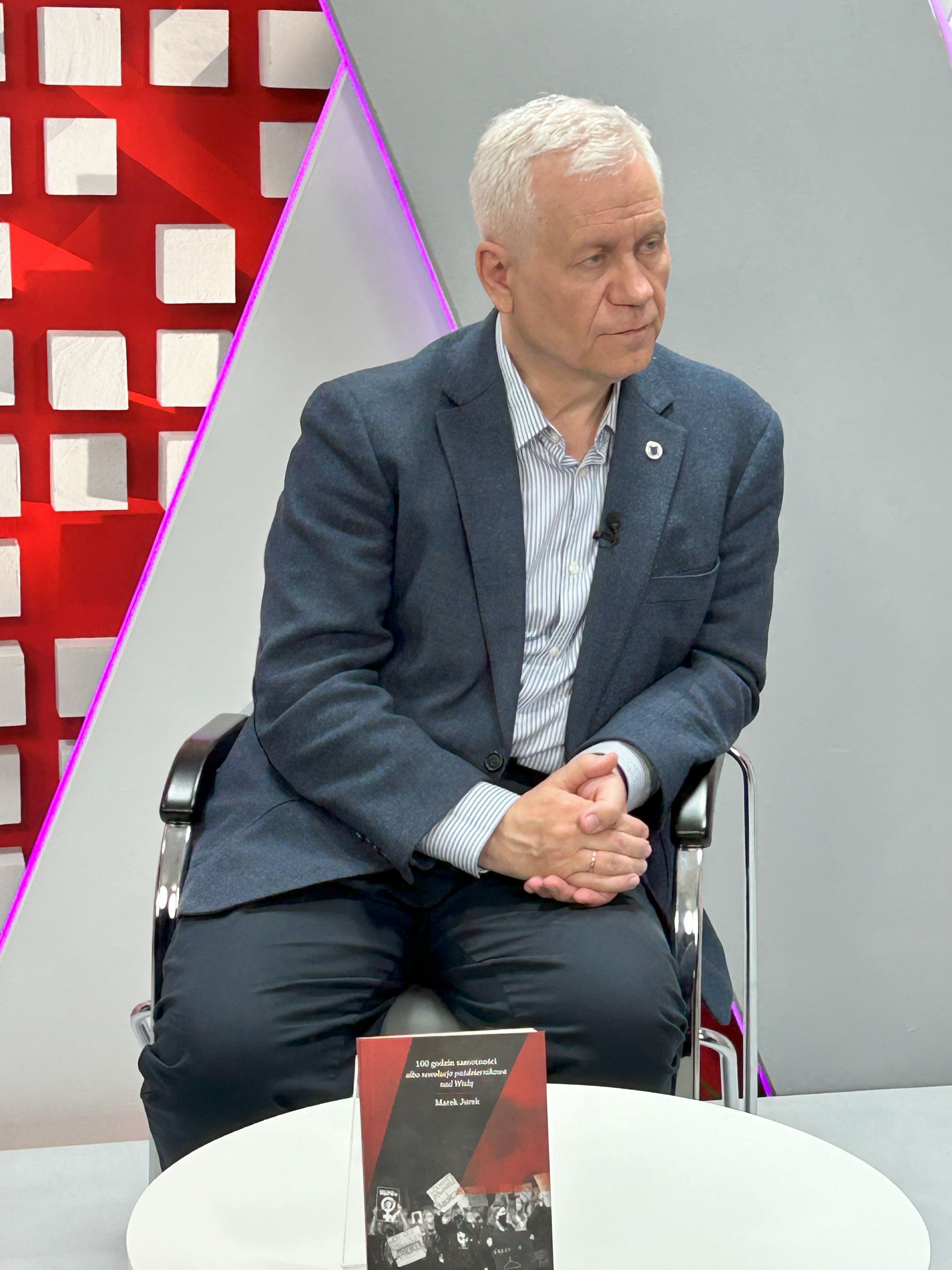
Marek Jurek podczas rozmowy o książce 100 godzin samotności albo rewolucja październikowa nad Wisłą (2024)

26 października 2005 został wybrany na funkcję marszałka Sejmu V kadencji, poparli go posłowie PiS, Samoobrony RP, Ligi Polskich Rodzin oraz Polskiego Stronnictwa Ludowego. Uzyskał 265 głosów, jego kontrkandydat z Platformy Obywatelskiej Bronisław Komorowski dostał 133 głosy. Jako marszałek odbył kilka wizyt zagranicznych, udał się m.in. do Wilna, Londynu, Berlina i Lwowa. 13 kwietnia 2007 po odrzuceniu przez Sejm projektu zmiany Konstytucji RP w tzw. sprawie ochrony życia poczętego zapowiedział, że podda pod głosowanie wniosek o odwołanie siebie z funkcji Marszałka Sejmu. 14 kwietnia tego samego roku zrezygnował również z członkostwa w PiS oraz wszelkich funkcji partyjnych. 27 kwietnia Sejm 402 głosami przyjął jego dymisję z funkcji marszałka.
W kwietniu 2007 ogłosił decyzję o utworzeniu nowej, prawicowej partii politycznej o profilu chrześcijańsko-konserwatywnym pod nazwą Prawica Rzeczypospolitej. We wrześniu tego samego roku podpisał porozumienie z LPR i Unią Polityki Realnej o nazwie Liga Prawicy Rzeczypospolitej celem wspólnego startu do Sejmu w przedterminowych wyborach. Do Senatu partie te utworzyły odrębne komitety. Marek Jurek bez powodzenia kandydował do Senatu z ramienia komitetu „KWW Prawica Marka Jurka”, tworzonego przez Prawicę Rzeczypospolitej.
W 2008 został zarejestrowany jako kandydat w wyborach uzupełniających do Senatu zarządzonych w okręgu krośnieńskim na dzień 22 czerwca w związku ze śmiercią senatora Andrzeja Mazurkiewicza. Uzyskał 10 751 głosów, zajmując 3. miejsce spośród 12 kandydatów. W 2009 ubiegał się o mandat w wyborach do Parlamentu Europejskiego jako lider listy Prawicy Rzeczypospolitej w okręgu warszawskim, jego partia nie przekroczyła jednak progu wyborczego. Na Marka Jurka zagłosowało 33 925 osób, co stanowiło 4,10% wszystkich głosów ważnych oddanych w tym okręgu.
13 lutego 2010 podczas konwencji wyborczej Prawicy Rzeczypospolitej w Warszawie zadeklarował swój start w wyborach prezydenckich. 6 maja 2010 został zarejestrowany jako kandydat przez Państwową Komisję Wyborczą. 16 czerwca przedstawił Społeczny Komitet Poparcia swojej kandydatury, w skład którego weszli m.in. Ludwik Dorn, Robert Friedrich, Marcin Libicki, Cezary Mech, Andrzej Mikosz oraz Robert Tekieli. W pierwszej turze uzyskał 177 315 głosów (1,06%), zajmując 8. miejsce spośród 10 kandydatów. Przed drugą turą wyborów poparł Jarosława Kaczyńskiego.
W marcu 2012 podpisał w imieniu własnej partii porozumienie o współpracy z PiS. Na mocy tego porozumienia wystartował w wyborach do Parlamentu Europejskiego w 2014 z listy PiS w okręgu warszawskim z pozycji nr 5, uzyskując mandat eurodeputowanego VIII kadencji. Oddano na niego 66 505 głosów, co stanowiło 8,55% wszystkich głosów ważnych w okręgu warszawskim. W październiku 2016 został wybrany w skład komitetu wykonawczego Europejskiej Federacji dla Życia i Godności Człowieka „One of Us”. 16 czerwca 2018 ustąpił z funkcji prezesa Prawicy Rzeczypospolitej.
W marcu 2019 ogłosił, że nie będzie ubiegał się o reelekcję w wyborach do Europarlamentu. Ostatecznie zmienił swoją decyzję, przyjmując propozycję startu z pierwszego miejsca ruchu Kukiz’15 w okręgu wielkopolskim; nie uzyskał jednak wówczas reelekcji, a komitet nie przekroczył progu wyborczego.
W czerwcu 2020 minister kultury i dziedzictwa narodowego Piotr Gliński powołał go w skład Rady Programowej Instytutu Dziedzictwa Myśli Narodowej im. Romana Dmowskiego i Ignacego Jana Paderewskiego. Zasiadał w tym gremium do 2023. Wszedł także w skład rady nadzorczej Fundacji Świętego Benedykta. W 2025 przed drugą turą wyborów prezydenckich udzielił poparcie Karolowi Nawrockiemu.

### Działalność publicystyczna
Stały publicysta katolickich czasopism, takich jak „Niedziela”, „Gość Niedzielny” i „Idziemy”. Nawiązał współpracę z pismem „Christianitas”, publikując w nim swoje artykuły na tematy światopoglądowe i polityczne. Otrzymał także stałą rubrykę w miesięczniku „W Sieci Historii”. Autor książki Reakcja jest objawem życia. Kroniki radiowe 1999–2000 (2000), będącej zbiorem jego felietonów. W 2009 wydał książkę Dysydent w państwie POPiS: rozmowa, dziennik, blog, w której znalazły się m.in. notatki z jego dziennika i wpisy z jego bloga. W 2021 opublikował książkę 100 godzin samotności albo rewolucja październikowa nad Wisłą.
Nawiązał także współpracę z Radiem Wnet. W 2020 dołączył do redakcji „Do Rzeczy” jako stały felietonista tego tygodnika.

## Wyniki wyborcze
| Wybory | Komitet wyborczy         | Komitet wyborczy                                                 | Organ                              | Okręg              | Wynik           |
| ------ | ------------------------ | ---------------------------------------------------------------- | ---------------------------------- | ------------------ | --------------- |
| 1989   |                          | Komitet Obywatelski „Solidarność”                                | Sejm X kadencji                    | nr 54              | 69 428 (52,86%) |
| 1991   |                          | Wyborcza Akcja Katolicka                                         | Sejm I kadencji                    | nr 14              | 17 618 (6,27%)  |
| 1993   |                          | Katolicki Komitet Wyborczy „Ojczyzna”                            | Sejm II kadencji                   | nr 35              | 3337 (0,62%)    |
| 2001   |                          | Prawo i Sprawiedliwość                                           | Sejm IV kadencji                   | nr 23              | 14 256 (3,35%)  |
| 2005   | Sejm V kadencji          | Prawo i Sprawiedliwość                                           | nr 10                              | 18 508 (8,31%)     |                 |
| 2007   |                          | KWW Prawicy Marka Jurka                                          | nr 10                              | Senat VII kadencji | 56 263 (19,22%) |
| 2008   | Senat VII kadencji       | KWW Prawicy Marka Jurka                                          | nr 21                              | 10 751 (19,64%)    |                 |
| 2009   | Prawica Rzeczypospolitej | Parlament Europejski VII kadencji                                | nr 4                               | 33 925 (4,10%)     |                 |
| 2010   |                          | KW Kandydata na Prezydenta Rzeczypospolitej Polskiej Marka Jurka | Prezydent RP                       | Prezydent RP       | 177 315 (1,06%) |
| 2014   |                          | Prawo i Sprawiedliwość                                           | Parlament Europejski VIII kadencji | nr 4               | 66 505 (8,72%)  |
| 2019   |                          | Kukiz’15                                                         | Parlament Europejski IX kadencji   | nr 7               | 29 891 (2,49%)  |

## Odznaczenia i wyróżnienia
- Krzyż Komandorski Orderu Odrodzenia Polski (2009)[29]
- Krzyż Wolności i Solidarności (2022)[30]
- Medal Pamiątkowy 13 Stycznia (Litwa, 2006)[31]
- Medal Golgoty Wschodu przyznany przez Fundację „Golgota Wschodu” (2006)[32]
- Nagroda im. Sługi Bożego Jerzego Ciesielskiego – Ojca Rodziny (2014)
- Nagroda im. Stefana Kardynała Wyszyńskiego Prymasa Tysiąclecia (2019)[33]

## Poglądy
Marek Jurek deklaruje całkowite poparcie dla społecznego nauczania Kościoła katolickiego, jest przeciwny zapłodnieniu pozaustrojowemu, aborcji, eutanazji, związkom homoseksualnym, wspiera naprotechnologię. Opowiada się za oparciem przyszłości Polski i Europy na kultywowaniu tradycji cywilizacji chrześcijańskiej i kultury łacińskiej. Jest zwolennikiem mszy trydenckiej. Został honorowym członkiem Klubu Zachowawczo-Monarchistycznego. Był uczestnikiem spotkań Opus Dei.

## Życie prywatne
Żonaty, jest ojcem czwórki dzieci: córek Zofii, Marii i Klary oraz syna Ludwika. Zamieszkał w Wólce Kozodawskiej.